# Torrent de la Font del Salamó

El Torrent de la Font del Salamó, respecte del terme de Granera

El torrent de la Font del Salamó és un torrent del terme municipal de Granera, al Moianès.
Està situat a la zona sud-oriental del terme, al sud-est de la masia del Salamó. Es forma a migdia de la masia esmentada, en la part superior, costat nord, de la Cinglera del Salamó, just al nord-est del lloc on hi ha un repetidor de telecomunicacions. Des d'aquest lloc el torrent davalla cap al nord-est, pel costat de llevant de la masia del Salamó i de la Cinglera de la Baga del Salamó, i s'aboca de seguida en el torrent de la Baga del Salamó just a ponent de la Baga del Salamó.